# 2018년 몰디브 대통령 선거
2018년 몰디브 대통령 선거는 2018년 9월 23일 실시된 몰디브의 대통령을 선출하기 위한 선거이다. 선거 결과 몰디브 민주당(MDP)의 이브라힘 모하메드 솔리 후보가 당선자로 결정되었다.
솔리는 약 58.3%의 득표율로 몰디브 진보당(PPM)의 후보인 압둘라 야민 대통령(득표율 약 41.7%)을 꺾었다.

## 선거 결과
| 후보                                       | 정당          | 득표수  | 득표율(%) | 비고 |
| ------------------------------------------ | ------------- | ------- | --------- | ---- |
| 이브라힘 모하메드 솔리                     | 몰디브 민주당 | 134,705 | 58.38     | 당선 |
| 압둘라 야민                                | 몰디브 진보당 | 96,052  | 41.62     |      |
| 무효표/기권표                              | 무효표/기권표 | 3,132   | –         |      |
| 계                                         | 계            | 233,889 | 100       |      |
|                                            |               |         |           |      |
| - 등록 유권자 수: 262,135 - 투표율: 89.22% |               |         |           |      |